# 紫影のソナーニル -What a beautiful memories-
『紫影のソナーニル -What a beautiful memories-』（しえいのソナーニル ホワット ア ビューティフル メモリーズ）は2010年11月26日にライアーソフトより発売された18禁のパソコンゲーム（アダルトゲーム）ソフトである。
2014年2月27日には、全年齢版である『紫影のソナーニルRefrain -What a beautiful memories-』がPlayStation PortableとXbox 360で発売された。

## 解説
20世紀初頭のニューヨークを舞台とした、スチームパンク・アドベンチャーゲームである。
タイトルの「ソナーニル」は、ハワード・フィリップス・ラヴクラフトの短編小説『白い帆船』に登場する楽園「ソナ＝ニル」に由来する。 "memories" （記憶、想い）をテーマとする本作は、生や死といった哲学的な要素が2人の女性キャラクターの目を通して描かれている。
本作の後日談にあたるWEBノベル『ウイツィロポクトリの紅涙』が、ライアーソフト公式サイトで無料公開されている。本編プレイ後に読むことが推奨されており、シリーズ他作品も読むとより理解しやすい内容になっている。
全年齢版にあたる『紫影のソナーニルRefrain -What a beautiful memories-』（以下『Refrain』）ではシーンの差し替えが行われ、イベントCGのアスペクト比が16：9に変更されているほか、前述の『ウイツィロポクトリの紅涙』や書籍『ヒュプノスの魔瞳』が追加シナリオとして収録されている。

### 制作
『漆黒のシャルノス』に参加したイラストレーター・AKIRAの作品の魅力をもっと引き出したいという想いが本作を作るきっかけになったと、シナリオライターの桜井光は語っている。
女性からの人気も高かった一方、アダルトゲームでは女性が購入しづらいという意見があり、本作の売り上げが全年齢版を制作可能な額までいったこともあり、『Refrain』が制作されることとなった。
移植先にPlayStation Portableが選ばれたのは女性ユーザーが手に取りやすいようにするためであり、Xbox 360が選ばれたのはスチームパンクシリーズ自体が海外でも人気があったためである。
『Refrain』のレーティングはCEROの「B」を目指していたが、最終的には「C」となった。ライアーソフトを所有するビジネスパートナーの社長である石井秀典はリリィが洗濯される場面に問題があったのではないかという見解を示している一方、桜井はそのシーンはそこまで性的な内容ではないという見解を示している。

## あらすじ
20世紀初頭、1907年。異常発達した蒸気文明が生み出す排煙によって青空が見えなくなった世界。その中でも最も空が暗いと言われる場所、旧・重機関都市ニューヨーク。5年前に発生した大消失によって廃墟と化した都市。もはやだれも存在しないその都市に一人の女、エリシアが足を踏み入れる。彼女は災害の中心とされる旧マンハッタンを目指す。
地下世界アンダーグラウンド・ニューヨーク。ニューヨークの地下とされるその場所にはかつての街並みが存在した。しかしその都市には大いなる歪みが存在していた。御使いと呼ばれる7体の怪物に怯えながら人々が暮らすその都市に一人の少女、リリィが足を踏み入れる。記憶を持たない彼女は、ただ一つの思いを頼りにマンハッタンを目指す。

## 舞台
旧・重機関都市（廃墟都市）ニューヨーク
かつて「世界最大の機関都市」と呼ばれていた街。5年前に発生した「大消失」により、一夜にして300万の人間が姿を消して廃墟と化した。
紫影の地下世界アンダーグラウンド・ニューヨーク
ニューヨークの地下とされる場所。かつてのニューヨークの街並みと似通った風景だが、あちこちが歪み戯画化したように変化している。
この地下世界の住人は元々ニューヨークの住人だったらしいが、5年前に地下に落ちてきたらしい。5年前に何が起きたのかを覚えている者は、いないと言われている。

## 登場人物

### メインキャラクター
エリシア・ウェントワース
声:野月まひる（5～6年前桜川未央）
主人公にしてヒロイン。地上のニューヨークを歩く唯一の人間。数年前より左瞳が黄金瞳に変化している。ハイスクール時代は空を見上げるのが好きなおっとりした少女だったが家庭教師のアラン・エイクリィに一目ぼれし、彼と一緒に研究を行うべく猛勉強を重ねイエール機関大学への推薦を勝ち取る。しかし1902年の大消失によってアランは帰らぬ人となり、それ以降はあらゆる感情を心の奥底に押しこみ研究に没頭し自律型歩行鞄「ジョン」を作り上げた。廃墟と化したニューヨークを探索する中で人が暮らしていた痕跡を見つけるたびに押しこめていた感情を取り戻していく。
左瞳の黄金瞳によってリリィたちの旅の様子を垣間見ており無意識のうちに自分の手帳にその様子を書き記していた。そして辿り着いたトレヴァー・タワーにてエジソン卿と対峙、「消え行き失われるものは無価値である」というエジソンに対し「誰が忘れようと無価値と嗤われるものなどない」と反論する。エジソンが消えた後はアランの残したメッセージを聞き、その上にはかつて約束された青空が広がっていた。
リリィ
声:かわしまりの
主人公にしてヒロイン。紫影の地下世界で目覚めた少女。地下世界の住人たちからはストレンジャーと呼ばれる。あらゆる記憶を失っているが、マンハッタンにそびえる「紫影の塔」に「自分だけは辿り着かなくてはいけない」という目的意識だけがある。最初は感情というものをうまく理解できなかったがAとの旅の途中で様々な人と出会うことで感情を理解していく。
Aとクリッターの力を借りて黄金の武器を操る「薔薇の魔女」に変身することができるが変身できるのはクリッター一体につき一回という制限がある。
その正体はエリシアの感情の影。記憶がないのも忘れてしまったのではなく初めから無いため。地下世界に終焉をもたらすため、エジソンによってエリシアをベースとして生み出された現象数式体である。辿り着いた紫影の塔にてエジソン卿と対峙、エジソンから消されかかるも自ら詩篇を編んだこととアランの残した仕掛けによって復活する。「消え行き失われるものは無価値である」というエジソンに対し「たとえ消えゆくものでも自分の世界の一部だ」と反論し、なおもせせら笑うエジソンにAの装備していた銃に黄金の力を籠め打ち込み撃退する。
その後紫影の世界の崩壊に呑み込まれ消えそうになるが「自らの世界」を確立したことで紫影の世界から独立した存在となり、復活したAと共に地下鉄に乗って世界中の空を旅してまわっている。
A
声:古河徹人
リリィを導く地下世界の住人。感情がほとんどなく表情も変わらないため「顔のない男」と呼ばれる。「一輌だけの地下鉄」を操りリリィと共にマンハッタンを目指す。日常では（リリィが嫌がろうとも）料理、着替え、入浴などの世話、御使いとの戦闘においては自らの分身である3体の「クリッター」ランバージャック、アントライオン、スケアクロウを呼び出し戦わせるなどリリィを全面的にサポートする。
その正体はアラン・エイクリィの経験の影にエジソンから奪った力の一部を授けた存在。NY現象数式実験によってニューヨークが滅びた際、アランはいずれニューヨークを訪れるであろうエリシアを守るため、エジソンが構築した地下世界に彼を刻みつけた。Aがリリィを守ろうとするのは、アランと同じくリリィに一目惚れしたため。
リリィを紫影の塔まで届けるものの御使いたちとの戦いで分身である3体のクリッターが砕かれ消滅する。しかし「自らの世界」を確立したリリィによって復活を果たし、その後は地下鉄でリリィと共に世界中の空を旅してまわっている。

### 紫影の地下世界の住人たち
マオ
声:高槻つばさ
リリィの前に現れるネコビト。常に皮肉げな笑みを浮かべている。ほぼすべてのネコビトはウォール・ストリートのルース・Bのもとにいるが彼女は地下ニューヨークの様々な場所に現れる。あらゆる場所に顔を出しているせいでルチアーノやAとも知り合い。世間知らずなリリィを馬鹿にすることもある。
ラッキー・ルチアーノ
声:小次狼
幸運の女神に愛されたはずの男。洒落たスーツの伊達男で、運命を操る帽子男と名乗る。Aやジャガーマンと話の合う唯一の男。
5年前まではマフィアの幹部として頭角を現しており、ニューヨークの裏社会を掌握しかけたこともあったらしい。
巨壁（ザ・ウォール）の先にいる一人の女を愛し続けている。
ジャガーマン
声:蘭丸
ジャガーの頭に黒のスーツを纏った男。「紫影の塔」を目指すリリィを嘲笑い彼女たちの前に御使いを呼び寄せる。エジソンに協力する一方でとある組織よりエジソンを倒すという密命を帯びている。実は彼は地下世界の人間で無く地上にいる誰かによって送りこまれた分身のような存在。彼の爪はエジソンを倒し得る力を持つ。
しかし彼はエジソンを倒すことを諦めてしまっており、リリィがエジソンの目論み通り紫影の塔に辿り着くことも「エジソンを無駄に喜ばせるだけ」と判断し、ならばエジソンを失望させようとリリィに牙をむけるが駆けつけたAに倒される。
ミリア
声:高井戸雫
ヴェラザノ海峡街の武装娼婦。地下世界でリリィが初めて出会った人。記憶のないリリィを家に招くなど面倒見がよい。かつて地上にいたころ恋人がいたが、御使いによりどんな人物なのか思い出せず寂しさを抱えていた。御使いが倒された後はモールと化してしまったピーターとヴェラザノで生きることを望みリリィを送り出した。
ピータ－
声:小次狼
ミリアを付け狙う男。体のほとんどが鉄に変わっている。
シカゴ・シティの「帝王」アル・カポネとかつて現世で争った捜査官、エリオット・ネスのなれの果て。帝王に敗北した後ニューヨークに流れ着き、ミリアと出会い恋人となった。だがニューヨークで起きた異変によって地下世界に落とされ、ミリアは彼のことを忘れてしまった。彼の体が鉄に変わっているのは御使いからミリアを幾度となく庇っていたためであり、その苦しみからミリアを解放するため彼女を御使いではなく自分の手で殺そうとしている。
Aが御使いを撃退したことでミリアを救うという目的を達成した彼は執着を失いモールとなってしまった。そして彼のそばにいることを決めたミリアと共にヴェラザノに留まった。
アーネスト・ヘミングウェイ
東の赤王（イーストロード）。ダークギャングを支配するザ・ブロンクスの王。男性だが西の魔女に比肩する存在として東の魔女とも呼ばれる。御使いによって擦り切られたことで、巨大な顔だけの異形に変わり果てている。
ギャングの街、ザ・ブロンクスのレッド・ダイアモンズの王、アーネスト・ヘミングウェイのなれの果て。地上にいたころは誰かと共にいることを何よりの楽しみとする男だったが、ニューヨークで起きた異変によって地下世界に落とされ、孤独になってしまったが、それでも楽しみがなければ自分ではいられないと自分を偽り続けてきた。
彼が閉鎖しているマンハッタンへの線路の解放を頼みにきたリリィに対して退屈しのぎにゲームを持ちかけるが、彼女との会話で自分が楽しみを失っていることに気付いてしまった。そして完全に鉄に代わり果て記憶を失うことを望み、それに応えるように現れた御使いに殺されかけるが、リリィによって助けられた。そして自分を楽しませてくれた礼として線路を解放した。だがリリィが去った後に現れたキネトロープによって制裁を加えられ命を落とした。
ユリアナ&カトリーン
声:榛名れん 柚李
クイーンズブリッジに住む親子。
クイーンズブリッジは他の地区と違い毎晩御使いが現れるためユリアナとカトリーン以外の人間は全てがモールに変わってしまっている。そしてユリアナもまた体のほとんどが鉄と化してしまっており、あと一度で完全にモールに変わってしまうところだったが、リリィが薔薇の魔女の力を使い御使いを撃退したことで救われた。
ルース・B
声:杉原茉莉
ウォール・ストリートのネコビトたちを統率する少年。大リーガーになるという夢を持っている。バルブガールによってメモリーを操作されており、巨壁の向こうには怪物がいると信じ込まされ巨壁を閉ざし、怪物を倒せば地上に戻れると思っている。一月ごとに現れる御使いによって体の内側はほとんど鉄に変わってしまっているが、彼は地上のニューヨークに死体が残っているため記憶を失うことはない。
正気を取り戻したルースはリリィの頼みを聞き入れ巨壁を解放し、そこから現れた御使いもAが撃退したが、自分がもう地上に戻れない事を理解したルースは夢を諦めてしまいモールになってしまった。
ルシャ
声:金田まひる
ウォール・ストリートで暮らすネコビトの一人。ルース・Bが大好きであり、リリィがやってきた際にはルースを取られるかもしれないと警戒心をあらわにしていた。御使いによってどんどん鉄と化していくルースを見ることに無力感を感じているが彼に寄り添うことを決めている。
サム・シューター
声:胸肩腎
ブロードウェイでピアノを弾く男。下半身が鉄と化しピアノ椅子のようになっている。ジンジャーに思いを寄せているが記憶を失いつつあるジンジャーが自分を恋人だと思っていることには心苦しく感じている。ジンジャーの執着を保つためにリリィに協力を要請する。
ジンジャー・ロジャース
声:金田まひる
ブロードウェイの花形歌手。華やかな文化を誇るブロードウェイを愛しているが腹部が鉄と化しており歌を歌うことができない。ルチアーノとは恋人だったが御使いにより誰が自分の恋人かという記憶を失いサムを恋人だと思い込んでいる。
リリィに恋することの素晴らしさを教えるが心の奥底では夢を奪われた憤りを感じている。フォノグラフによってルチアーノとサムが言い争いする現場に出くわしてしまい、御使いを呼び寄せてしまうがリリィの薔薇の魔女の力によって撃退される。
ジルーシャ・アボット
声:小倉結衣
西の魔女と呼ばれダーク・ギャングたちを率いている女性。多くの人々から恐れられているものの彼女自身は心優しい人間である。地下世界の真実に気づいており、地下世界の仕組みに干渉することで御使いとともに暮らしている。
リリィを自らの屋敷に招きよせるが御使いとの情事を見られてしまう。驚いたリリィに紫影の地下世界はエジソン卿が作り上げた虚構の世界にすぎないと教え諦めるよう迫るが、Aのクリッターによって御使いは砕かれる。御使いへの恋心は自らの後悔をすり替えていただけだと認め、自分たちとは違うリリィに向け「新しい世界を作りなさい」と希望を託す。

### 紫影の塔で待つもの
エジソン卿
声:越雪光
合衆国建国の立役者の一人と呼ばれる大碩学。齢100年を超しながらも未だ若々しい外見を保っていることとあらゆる人間を凌駕する頭脳の持ち主であるため「神のような男」と称される。
その正体は《時間人間（チクタクマン）》と呼ばれる邪悪な存在。《這い寄る混沌》でありながら《黒の王》ならぬ《月の王》と化した、《史実世界》より来りし《異空のニャルラトテップ》である。この世界から消えてしまったアザトースの力の残滓でも最大の《虚空黄金瞳》を従えており、後天性の黄金瞳は大なり小なり《時間人間》と繋がりを有している。
これまでに三度顕現を果たしており、一度目は氷河期、二度目は古代文明において灰燼が大空を覆った時、そして三度目は1822年、機関革命が起き、機関技術が異常発達を始めた時代に現れた。機関技術が異常に発達し始めた原因でもあるらしく、『蒼天のセレナリア』においてはC=G・バイロンを、『赫炎のインガノック』においては大公爵アステアを、『白光のヴァルーシア』においては太守マールートを狂気に陥らせ、悲劇を生み出してきた。
ニューヨークの大消失を引き起こした張本人であり、紫影の地下世界を作り上げ人々の「観察」を行っている。しかし5年の時間を経て、既にこの実験に飽いており、地下世界を消滅させるため、ニューヨークを訪れたエリシアをベースにリリィを生み出し、彼女に地下世界を構築する御使いを消滅させる役目を与えた。そして予定通りリリィが全ての御使いを消滅させた後、リリィを消し去ろうとするが、アランが残した最後の数式によって自ら現象数式を編み上げたリリィが彼から独立し、《新しきもの》として再生。さらに支配下に置いた《虚空黄金瞳》にも裏切られる。最後はエリシアとリリィの反論を少しだけ認め、Aの残した黄金の銃に撃たれて退場した。
フォノグラフ
声:高井戸雫
エジソンの作った機姉妹（マシンメイデン）。蓄音機のような姿。エジソンの傍に侍りリリィと人間たちを嘲笑している。
キノトロープ
声:杉原茉莉
エジソンの作った機姉妹（マシンメイデン）。フィルムのような姿。エジソンの傍に侍りリリィと人間たちを嘲笑している。
バルブガール
声:小倉結衣
エジソンの作った機姉妹（マシンメイデン）。白熱電球のような姿。エジソンの傍に侍りリリィと人間たちを嘲笑している。

### 過去編の登場人物
アラン・エイクリィ
声:????
エリシア初恋の人。穏やかな性格の持ち主であり、イエール機関大学の学生ながら碩学位を持ち研究室入りを許されるなど優秀な研究者だった。セルヴァンからの頼みでエリシアの家庭教師になった。家庭教師を通じてエリシアに好意を寄せ、彼女に「青空を見せてあげる」と約束する。元々の専攻は人工筋肉理論だったがエジソン直々の招聘を受けたこととエリシアとの約束を果たすためエジソンの大規模実験に参加する。しかしエジソンの実験によりニューヨークが廃墟と化す中エジソンの真意に気づき、絶望の中でいくつかの仕掛けを施し息絶える。
ヴィヴィ
声:榛名れん
エリシアのハイスクールの尞のルームメイトで親友。しっかり者であり、アランが来るまではエリシアの勉強は彼女が見ていた。受験が迫る中エリシアを心配しセルヴァンに家庭教師の紹介を頼んだ。
セルヴァン
声:杉原茉莉
エリシアの友達。ヴィヴィに好意を寄せており、彼女の頼みでアランを紹介した。
エリシアのニューヨーク行きには防水コートや糧食など物資の面で協力する。

## 用語
ニューヨーク大消失
物語開始の5年前、1902年12月25日に起こった大災害。当時世界最大規模の都市であったニューヨークが一夜にして廃墟と化し住んでいた300万の人間も全滅した。原因は新型蒸気機関の暴走とそれに誘発され起きた都市インフラの連鎖的事故と目されているが調査と住民の捜索は早々に切り上げられてしまい事件の真相と全貌は5年たった今でも明かされていない。
大都市が住民とともに消滅するという未曽有の大災害であるにもかかわらず世界中の人々はまるで「誰かに大消失について考える事を止められている」かのように不自然なほど関心を抱かない。
紫影の塔／トレヴァータワー
ニューヨークの果てのマンハッタン島にそびえる巨大な塔。またの名をエンパイア・ステート・ビル。エリシアとリリィの旅の目的地。かつてはエジソンのもとアランをはじめとする大勢の科学者たちが研究に明け暮れていた。
一輌だけの地下鉄
リリィたちの移動手段となる地下鉄車両。動力は不明ながらも時速100マイルで疾走し、中には生活のための設備やリリィの着替えの衣装などがある。リリィの呼びかけに応じ現れたり、かと言えば突然止まってしまうなど謎が多い。
御使い
地下世界に出現する怪物。全部で7体存在しそれぞれが特殊な力を保有している。地下世界の住人たちの前に定期的に現れ「ルフラン」と呼ばれる現象を引き起こす。ルフランに巻き込まれ殺された人は少し経てば復活するもののそのたびに体が鉄と化し想いを削り取られていく。そして想いが完全に擦り切れた人間は物言わぬ鋼鉄のモールと化す。
その正体は大消失の際300万の人間を地下世界へと追いやった存在で地下世界を構成する法則そのもの。
ネコビト
猫の特徴を備えた地下世界の住人。厳密に言えば人間ではなくニューヨークに住んでいる猫たちの分身である。地上にいたころのルースの行動に感謝しており、そのためネコビトたちは彼を慕い寄り添っている。
ニューヨーク現象数式実験
1902年12月25日にエジソン主導でトレヴァータワーにて行われた実験。実験に参加していたアランはエリシアとの約束を叶えるため「現象数式」と呼ばれる物理法則を捻じ曲げる特殊な式を用いて今は失われた青空を取り戻そうと考えていた。しかしエジソンの真意はアランの言う「愛」の存在を確かめるためであり、そのために現象数式で御使いを生み出しニューヨークの住人を紫影の地下世界に追いやると同時にニューヨークが消えても人々が大して気にも留めなくするための暗示を世界規模で展開した。すなわちアンダーグラウンド・ニューヨークとはエジソンが「愛」の存在を確かめるため生み出した箱庭世界である。
後にこれと同様の実験が異国の都市インガノックでも引き起こされた、といわれている。
現象数式体（クラッキング・ビーイング）
現象数式によって形を与えられた幻想。住人、ネコビト、モール、御使い、そしてリリィ、虚構の世界たるアンダーグラウンド・ニューヨークの全ては現象数式体と言える。

## スタッフ
- 企画・シナリオ・ディレクション - 桜井光
- 原画・キャラクターデザイン - AKIRA
- OP・ED歌唱 - Rita
- OP・ED・BGM制作 - Blueberry&Yogurt・マッツミュージックスタジオ

## 反響

### 売り上げ
『紫影のソナーニル -What a beautiful memories-』は発売月（2010年11月）の売り上げランキングでは『Getchu.com』の集計で19位を獲得した。2010年の美少女ゲーム年間売り上げランキングでは、それぞれ上位50・20作品を公表した『Getchu.com』・『BugBug』の集計でどちらもランキング圏外であった。
『紫影のソナーニルRefrain -What a beautiful memories-』はXbox 360版では発売日である2014年2月27日から2014年12月28日までの間に1,084本販売され、2014年期の販売ランキングでは989位であった。PSP版は2014年2月27日から2014年12月28日までの間に2,250本販売され、2014年期の販売ランキングでは861位であった。

### 人気投票
本作の発売月（2010年11月）に出た美少女ゲームを対象とする、『Getchu.com』が集計した人気投票では、5位に選ばれた。一方、『Getchu.com』の「美少女ゲーム大賞2010」では全ての部門でランキング圏外であった。
『BugBug』の「2010年読者が選ぶ美少女ゲーム年間ランキング」では総合部門で36位、サウンド部門で18位、ヴォイス部門で18位に選ばれた。本作の登場人物であるリリィはキャラクター部門で23位に選ばれた。一方、それぞれ上位40・30・30作品を公表したエッチ部門・シナリオ部門・ゲーム性部門ではランキング圏外であった。

### 評価
『BugBug』の「編集部㊙座談会2010」では、副編集長の1人が2010年のベストゲームとして本作を挙げ、世界観を同じとした作品を複数手掛けながらも毎回全く違った舞台を見せてくれる桜井光の技量に感服したと述べた。副編集長はまた、ライアーソフトの作品の中でも一番収まりのよさがあると指摘し、1920年代のニューヨークという舞台設定はスノッブな感じがして個人的に好きな設定であったと感想を述べた。同雑誌の編集長はケロQの作品と似ており、最後までしっかりとまとまった作品だと評した。『BugBug』に美少女ゲームのレビュー記事を投稿するライターは、2010年にプレイした作品の中で本作が最も面白かったと述べ、「エンディング直前では完全に作品世界に感情移入してしまい、2人の主人公の気持ちを考えすぎて目頭が熱くなってしまった」との感想を綴った。
本作は男性だけでなく女性のファンからも肯定的な評価が寄せられ、スチームパンク・コンピュータゲームの代表作の一つとして知られるようになった。
また、Twitter上では女性ファン同士の交流が盛んに行われ、本作にちなんだ女子会が開かれることもあったと桜井は語っている。
『ファミ通』2014年3月6日号にてPSP移植版『紫影のソナーニルRefrain -What a beautiful memories-』のレビューが掲載された。4人のレビュアーがそれぞれ8, 7, 7, 8点をつけ、40点満点中30点を獲得し、30 - 31点のゲームが対象となる「シルバー殿堂入り」となった。文章表現に関しては、特徴的な文章でとっつきにくさを感じる、癖の強い文体であると評された。また、「同じ単語を何度もくり返す言い回しは印象的だが、状況がわかりにくく感じる」との指摘もなされた。シナリオに関しては、不思議な中毒感がある、知らず知らずのうちにどっぷりとハマってしまう魅力があるとの感想が述べられた。また、クリア後に開放される後日談シナリオにより余韻に浸ることができるとの意見もあった。グラフィックに関しては、サイケデリックで細部までこだわりを感じる、ダークメルヘン調であると言及された。
同雑誌にはXbox 360移植版のレビューも掲載されており、こちらも40点満点中30点（内訳：8, 7, 7, 8）でシルバー殿堂入りを果たしている。Xbox 360移植版では、世界観と音楽に対し「荒廃したミステリアスな世界観の表現は絶品。音楽もマッチしていて耳に残ります」「スチームパンクを軸にした独特の世界観とそれにマッチした音楽が心地よく、ついついプレイを続けてしまう」と評された。キャラクターに関しては、独特で陰がある、魅力的であるとの指摘がなされた。